# Topptriangelsatsen

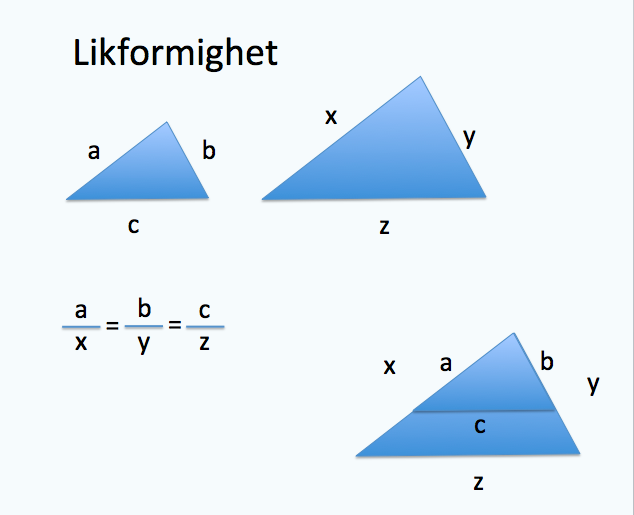
Illustration av topptriangelsatsen. Sidan c i triangeln med sidorna a-b-c är en parallelltransversal till sidan z i triangeln med sidorna x-y-z.

Topptriangelsatsen inom geometrin säger att en topptriangel som bildas av en parallelltransversal inuti en större triangel är likformig med den större triangeln.
Parallelltransversalen är en rät linje som skär genom två sidor i en triangel (en transversal) och som dessutom är parallell med triangelns tredje sida. Topptriangeln har därför ett hörn gemensamt med den större triangeln.